# Joe Bertram (chính khách Hawaii)
Joe Bertram III là một chính khách người Mỹ đến từ đảo Maui của Hawaii, từng là nghị sĩ của Hạ viện Hawaii. Một người theo đảng Dân chủ, ông đại diện cho quận 11 ở phía nam Maui, bao gồm các cộng đồng của Wailea-Makena và Kihei, quê hương của ông. Ông là một ứng cử viên cho tái tranh cử vào năm 2010 nhưng đã thua cuộc tổng tuyển cử cho ứng cử viên đảng Cộng hòa George R. Fontaine. Ông rời văn phòng vào tháng 1 năm 2011.
Bertram chuyển đến Hawaii khi chín tuổi và theo học tại Trường tiểu học Kihei, Seabury Hall ở Makawao và Trường trung học Henry Perrine Baldwin ở Wailuku.
Một cựu thành viên của Đảng Xanh Hawaii, Bertram đã không thành công trong Hội đồng quận Maui ba lần trước khi thực hiện một chiến dịch tranh cử cho cơ quan lập pháp bang năm 2006. Trong cuộc bầu cử sơ bộ diễn ra vào ngày 23 tháng 9, Bertram đã đánh bại đồng hương của đảng Dân chủ Stephen West tới 61%  39%. Trong cuộc tổng tuyển cử được tổ chức vào ngày 7 tháng 11, ông đã vượt qua ứng cử viên của đảng Cộng hòa với tỷ lệ chênh lệch từ 60% đến 40% - đa số là 1.046 phiếu bầu. Ông đã thành công một đảng Cộng hòa, Dân biểu Chris Halford, người đã nghỉ hưu. Chạy đua cho nhiệm kỳ thứ hai vào năm 2008, Bertram phải đối mặt với thử thách chính từ Michael Gingerich nhưng đã đánh bại anh ta một cách thoải mái, chiếm 70% số phiếu. Ông phải đối mặt với một đảng Cộng hòa trong cuộc tổng tuyển cử, đánh bại ông từ 57% đến 43%.
Năm 2010, ông phải đối mặt với cả hai đối thủ bầu cử sơ cấp và tổng quát. Trong cuộc bầu cử sơ bộ của đảng Dân chủ được tổ chức vào ngày 18 tháng 9, ông đã đánh bại hai đối thủ, chiếm 44% số phiếu. Người hoàn thành thứ hai tăng 28%. Trong cuộc tổng tuyển cử được tổ chức vào ngày 2 tháng 11, ông đã bị đánh bại trong gang tấc bởi ứng cử viên đảng Cộng hòa George Fontaine. Fontaine giành được 51,5% cho 48,5% của Bertram - tỷ lệ chênh lệch là 172 phiếu.
Bertram kết hôn với người bạn đời 30 năm Albert Morairty vào ngày 4 tháng 12 năm 2013 và lấy Morairty làm họ của mình.
Bertram qua đời vào ngày 24 tháng 5 năm 2020 ở tuổi 63.